# NGC 2915
NGC 2915 là một thiên hà lùn xanh nằm cách xa 12 triệu năm ánh sáng trong chòm sao Yến Diên phía nam, ngay rìa của Nhóm Địa phương. Thiên hà quang học tương ứng với lõi của một thiên hà xoắn ốc lớn hơn nhiều được theo dõi bởi sự quan sát vô tuyến của hydro trung tính.
Thiên hà có một thanh trung tâm ngắn, giống như Dải Ngân hà và các nhánh xoắn ốc rất mở rộng .
Lý do cho các nhánh xoắn ốc và phần lớn đĩa của thiên hà vẫn là hydro trung tính (trái ngược với các ngôi sao hình thành) không được hiểu rõ nhưng được cho là có liên quan đến sự cô lập của thiên hà, vì nó không có các thiên hà vệ tinh gần đó và không có các thiên hà lớn gần đó để buộc hình thành sao .